# Ратмиров (Октябрьский район)
Ратмиров (бел. Ратміраў) — посёлок и железнодорожная станция (на ветке Бобруйск — Рабкор от линии Осиповичи — Жлобин) в Октябрьском районе Гомельской области Беларуси. В составе Октябрьского сельсовета.
Название посёлку присвоено 21 января 1969 года Указом Президиума Верховного Совета БССР.

## География

### Расположение
В 24 км на север от Октябрьского, 195 км от Гомеля.

## Транспортная сеть
На автомобильной дороге Глуск — Шкава. Планировка состоит из 2 коротких улиц, размещенных рядом с железной дорогой. Железнодорожная станция и хозяйственные постройки — на востоке. Застройка двухсторонняя. Жилые дома деревянные, усадебного типа.

## История
В 1930 году железная дорога от Бобруйска проложена до Ратмировичей и начала работу железнодорожная станция. Рядом постепенно строился посёлок. Во время Великой Отечественной войны в апреле 1942 года немецкие оккупанты полностью сожгли посёлок и убили 4 жителя. Согласно переписи 1959 года в составе подсобного хозяйства «Правда» райагропромтехники (центр — Шкава).
20 июня 1985 года посёлок из Протасовского сельсовета включён в состав Октябрьского сельсовета.

## Население

### Численность
- 2004 год — 33 хозяйства, 54 жителя.

### Динамика
- 1940 год — 20 дворов, 84 жителя.
- 1959 год — 244 жителя (согласно переписи).
- 2004 год — 33 хозяйства, 54 жителя.

## Культура
- Ратмировичский Дом фольклора — филиал ГУК «Центр культурно-досуговой деятельности Октябрьского района»

- Культурно-этнографический центр «Яўхiмаў Рог»